# Mégalure des Chatham
Poodytes rufescens
Espèce
Statut de conservation UICN

 EX  : Éteint
La Mégalure des Chatham (Poodytes rufescens) est une espèce disparue de passereaux des îles Pitt et Mangere, appartenant aux îles Chatham (Nouvelle-Zélande). Sa dernière observation date de 1900. Son extinction est probablement due à la perte de son habitat naturel à la suite de brûlis et du surpâturage par des lapins et des chèvres, et de la prédation par les chats, toutes espèces introduites.

## Taxonomie
En 2018, à la suite de la réorganisation de la famille des Locustellidae, l'espèce a été rattachée au genre Poodytes par la classification de référence du Congrès ornithologique international (version 8.2, 2018). Elle faisait auparavant partie du genre Megalurus.